# Норт-Бівер Тауншип (округ Лоуренс, Пенсільванія)
Норт-Бівер Тауншип (англ. North Beaver Township) — селище (англ. township) в США, в окрузі Лоуренс штату Пенсільванія. Населення — 3962 особи (2020).

## Демографія
Згідно з переписом 2010 року, у селищі мешкала 4121 особа в 1590 домогосподарствах у складі 1251 родини. Було 1683 помешкання
Расовий склад населення:
| - 99,0 % — білих - 0,3 % — азіатів - 0,1 % — чорних або афроамериканців |

До двох чи більше рас належало 0,6 %. Частка іспаномовних становила 0,4 % від усіх жителів.
За віковим діапазоном населення розподілялося таким чином: 20,9 % — особи молодші 18 років, 62,5 % — особи у віці 18—64 років, 16,6 % — особи у віці 65 років та старші. Медіана віку мешканця становила 44,1 року. На 100 осіб жіночої статі у селищі припадало 100,7 чоловіків;  на 100 жінок у віці від 18 років та старших — 100,5 чоловіків також старших 18 років.
Середній дохід на одне домашнє господарство  становив 76 037 доларів США (медіана — 56 205), а середній дохід на одну сім'ю — 91 071 долар (медіана — 76 667). За межею бідності перебувало 4,6 % осіб, у тому числі 0,0 % дітей у віці до 18 років та 0,3 % осіб у віці 65 років та старших.
Цивільне працевлаштоване населення становило 1916 осіб. Основні галузі зайнятості: освіта, охорона здоров'я та соціальна допомога — 28,5 %, виробництво — 15,2 %, транспорт — 9,1 %, роздрібна торгівля — 8,1 %.